# بويكا:لا يقهرIV
بویكا:لا يقهرIV (بالإنجليزية: Boyka: Undisputed IV)‏ هو فيلم فنون قتالية تم إنتاجه في الولايات المتحدة سنة 2016، من إخراج تودور تشابكانوف، وبطولة كل من سكوت آدكنز، تيودورا دوهوفنيكوفا، مارتن فورد، إميليان دي فالكو، وغيرهم.

## القصة
تدور أحداث الفيلم حول المقاتل (يوري بويكا)، حيث يخوض مباراة ويتعرض خصمه للقتل على يديه في الحلبة. يعلم بويكا بتدهور حال زوجة الملاكم الراحل وتعرضها لأزمة كبيرة، يقرر بويكا القتال مجددًا في سلسلة من مباريات الملاكمة بهدف مساعدة الأرملة على التحرر من وضعها السئ.

## روابط خارجية
- بويكا:لا يقهرIV على موقع IMDb (الإنجليزية)
- بويكا:لا يقهرIV على موقع روتن توميتوز (الإنجليزية)
- بويكا:لا يقهرIV على موقع قاعدة بيانات الأفلام العربية
- بويكا:لا يقهرIV على موقع ألو سيني (الفرنسية)
- بويكا:لا يقهرIV على موقع فيلمافينيتي (الإسبانية)
- بويكا:لا يقهرIV على موقع قاعدة بيانات الفيلم (الإنجليزية)
- بويكا:لا يقهرIV على موقع ليتربوكسد (الإنجليزية)
- بويكا:لا يقهرIV على موقع كينوبويسك (الروسية)
- بويكا:لا يقهرIV  على فيسبوك.